# تاي كابس
تاي كابس (بالإنجليزية: Ty Capps)‏ هو لاعب غولف أمريكي، ولد في 27 سبتمبر 1983 في هايلندز رانش ‏ في الولايات المتحدة.

## وصلات خارجية
- تاي كابس على موقع رابطة لاعبي الغولف المحترفين (الإنجليزية)
- تاي كابس على موقع التصنيف العالمي الرسمي للغولف (الإنجليزية)